# Sílvia Barroso i Pallàs
Sílvia Barroso i Pallàs (Barcelona, 1970) és una periodista catalana, directora del diari digital El Món des de 2021 i responsable del web del diari Ara.
Va estudiar periodisme a la Universitat Autònoma de Barcelona. Durant 11 anys, aproximadament, des de l'any 1996 a l'any 2008 va ser redactora del diari El Punt en l'àmbit de les informacions locals de Girona i, posteriorment va decidir especialitzar-se en el departament de successos i tribunals. L'any 2003 va traslladar-se a Barcelona, lloc en el qual va passar a formar part del mateix diari i a ser sotscap de la secció de successos. Aquest càrrec va perllongar fins a l'any 2008.
L'any 2008 va encaminar-se a l'era digital al capdavant, com a coordinadora, del diari AVUI. Dos anys després, l'any 2010 va seguir la seva carrera periodística amb a coordinadora de l'edició digital de l' ARA. Va participar en diversos processos de disseny, redisseny de la pàgina web, la seva portada i es va encarregar de la gestió de les aplicacions per a dispositius mòbils.
L'any 2014 va esdevenir la subdirectora del diari Ara. Ella juntament amb altres coordinadors i l'equip directiu gestionaven i organitzen la versió en paper i també, edició digital.
El 2018 va passar a dirigir el mitjà local Tot Barcelona, formant part de l'equip fundador del digital.
Des de setembre de 2020 és directora del digital El Món en substitució de Salvador Cot.